# Branche
En branche er en erhvervsgren, der producerer et økonomisk gode eller en service inden for et bestemt erhverv. En branches interesser varetages af en brancheorganisation.
Brancherne grupperes typisk i tre økonomiske sektorer: primær-, sekundær- og tertiærerhverv, som varetager hhv. råstofudvinding, råstofbearbejdning og tjenesteydelser, herunder også transport og salg af forarbejdede varer.
En branche kaldes undertiden også for en industri, f.eks. lægemiddelindustrien.

## Branchekode
I forbindelse med statistik og andre registreringsformål identificeres brancher ofte med standardiserede branchekoder. 
Der findes flere forskellige branchekodestandarder.
På FN-niveau arbejdes med ISIC, mens der på europæisk niveau benyttes NACE.
Den gældende danske branchekode kaldes DB07 og er afledt af anden revision af NACE.